# Station Katowice Podlesie
Station Katowice Podlesie is een spoorwegstation in de Poolse plaats Katowice.